# منطقه تاریکی
منطقه تاریکی (انگلیسی: An Area of Darkness) نام کتابی نوشته وی. اس. نایپل است. این سفرنامه بیات خاطرات و جزئیات سفر نایپل به هند در اوایل دهه شصت میلادی است. این کتاب اولین کتاب از سه گانه نویسنده درباره هند است. نویسنده در اولین سفر خود به سرزمین آبا و اجدادی خود با سرخوردگی و نا امیدی به بازگویی خاطرات خود می‌پردازد. این کتاب در هند به دلیل آنچه که ارائه تصویر منفی از هند و مردم آن نامیده شد، ممنوع اعلام شد.